# Dead Island Riptide
Dead Island Riptide è un videogioco action-adventure del 2013, sviluppato da Techland e pubblicato da Deep Silver per PlayStation 3, Xbox 360 e Windows.
Il gioco era stato inizialmente concepito come espansione a pagamento di Dead Island, tuttavia è stato in seguito deciso di pubblicarlo come capitolo a sé stante.
Una versione rimasterizzata del gioco, intitolata Dead Island Riptide: Definitive Edition, è stata rilasciata per Windows, PlayStation 4 e Xbox One il 31 maggio 2016 e inclusa anche nella Dead Island Definitive Collection insieme a Dead Island Definitive Edition, tutti i DLC e uno spin-off a scorrimento laterale a 16 bit chiamato Dead Island: Retro Revenge.

## Trama
Dopo essere sopravvissuti all'apocalisse zombie che ha coinvolto l'isola del primo capitolo, i protagonisti, fuggiti da quell'incubo agghiacciante, approdano con il loro elicottero sulla nave militare al comando del generale Sam Hardy il quale prende ordini da un certo Serpo (l'antagonista del gioco) che ha trasformato la nave in un laboratorio per trovare un modo di curare il misterioso virus che ha trasformato in zombie gli abitanti di Banoi (l'isola del primo capitolo).
I nostri quattro personaggi (il rapper statunitense Sam B, la guardia del corpo Purna, l'ex stella del football Logan e la receptionist cinese Xian Mei) vengono arrestati per ordine di Serpo che vuole trarre dal loro sangue una cura per il virus. Durante l'arresto Yerema morde un soldato infettandolo e quindi facendo partire il contagio sulla nave. Una volta addormentati con un sonnifero Serpo li porta nel laboratorio nel cuore della portaerei e inizia a fare esperimenti su di loro (oltre ai protagonisti del precedente capitolo sarà disponibile un nuovo personaggio: John, un ex militare immune pure lui), ma viene interrotto da una violenta tempesta e dall'attacco dei militari infettati dal virus e quindi diventati dei Contagiati. Serpo quindi fugge con un elicottero lasciando il generale Sam Hardy e il resto dell'equipaggio al suo destino.
A questo punto il nostro personaggio si risveglia dal sonnifero e si accorge di essere da solo nel laboratorio della nave, si alza ed esce dalla stanza e si mette in cerca di qualcuno che lo possa aiutare, ma la nave si rivela incredibilmente vuota, il protagonista si dovrà fare strada fino alla sala comandi dove tenterà invano di impedire che la nave si incagli negli scogli.
Il personaggio si sveglierà poi sulla spiaggia di una nuova isola, Palanai, dove verrà soccorso da Harlow, una ragazza che ci invita a a raggiungere un gruppo di sopravvissuti con base al Paradise che nel frattempo è stato attaccato dai non morti, l'intervento del protagonista è decisivo e i non morti vengono abbattuti.
In seguito il protagonista dovrà sostenere un assedio da parte dei non morti che attaccano per l'ennesima volta la base Trevor si rende conto che il loro punto di maggior debolezza è il ponte, sarà compito quindi del protagonista distruggere il ponte, portato a termine questo compito e respinti ancora una volta i non morti il protagonista si addentrerà nell'isola raggiungendo la cittadina di Halai con l'intento di cercare una barca per percorrere la zona allagata e trovare la strada che porta a Henderson scoprendo però che questa era stata distrutta da una frana.
Il protagonista torna ad Halai e chiede a un altro gruppo di sopravvissuti la strada per Henderson, solo una persona conosce la strada per raggiungere Henderson e in quel momento si trova bloccata in un negozio assediato dai contagiati, il protagonista dopo aver salvato questa persona (Marcus Villa) chiede indicazioni per Henderson questo però gli risponde che gli darà le mappe solo se prima andrà a recuperare i suoi attrezzi in un capanno pieno di infetti, recuperati gli attrezzi il protagonista si recherà alla casa di Marcus Villa, qui dovrà aiutare un padre a curare suo figlio per avere le mappe, dal padre il protagonista scopre che Marcus è una specie di maniaco ossessionato da rituali antichi.
Tornato ad Halai scopre che Villa si è recato al Paradise, raggiunto l'accampamento Villa dà fuoco a tutto, lasciando i protagonisti a fronteggiare l orda di zombie e verranno salvati grazie all'intervento della Harlow.
Qui il gruppo scopre che le mappe recuperate non servono a nulla, Harlow propone allora di usare i tunnel giapponesi della 2 guerra mondiale per raggiungere Henderson, il protagonista viene inviato al laboratorio di ricerca del dottor Kessler il quale in cambio di un aiuto gli indica la strada per raggiungere i tunnel tramite una vecchia missione gesuita nella laguna infestata dai contagiati, ripulita l'area il protagonista dovrà cercare una pompa per ripulire l ingresso ed entrare, anche in questo caso il protagonista dovrà sostenere un assedio da parte degli infetti attirati dal rumore della pompa. Sgomberato l'ingresso dall'acqua il protagonista entrerà nelle gallerie esponendosi però ai fumi tossici di alcune sostanze chimiche da cui era stato messo in guardia dal dottor Kessler. 
Uscito dalle gallerie si scoprirà che un membro del gruppo Wayne(non immune) era stato morso e in seguito alle esposizioni ai fumi il processo di trasformazione era stato accelerato, Wayne si trasformerà allora in un lottatore (tipo di zombie diverso dai normali), sarà compito del protagonista uccidere Wayne e trovare un possibile mezzo che li conduca a Henderson.
Il protagonista raggiunge un porto nel quale è ormeggiato un traghetto, tuttavia il porto è sotto il controllo di un gruppo di criminali che minacciano il protagonista il quale perdendo il controllo massacrerà tutti i criminali nella struttura, in seguito libera il pilota del traghetto, il quale si offre di accompagnare il gruppo ad Henderson, il rumore dei motori però attira molti virali e il gruppo deve difendere il porticciolo fino all'avvio dei motori, prima di lasciare l'isola, il protagonista chiama via radio il dottor Kessler informandolo circa le trasformazioni del virus.
Giunti ad Henderson, il gruppo si rifugia in un cinema ma Harlow si allontana dal gruppo senza che nessuno la noti, qui Il colonnello Sam propone di raggiungere la base militare locale per ricevere aiuto, il protagonista si recherà dunque alla base militare scoprendo che questa è stata invasa dai virali, raggiunta la sala comunicazioni il protagonista si mette in contatto con Serpo il quale si offre di venirli a prendere in elicottero, il piano di Serpo però è ben diverso in quanto egli vuole solo recuperare gli immuni, lasciando il resto del gruppo al suo destino, Logan abbatterà quindi l'elicottero con un lancia razzi, nel mezzo dell'azione Sam rimane ucciso e il gruppo sarà costretto a vedersela con un vasto gruppo di virali attirati dal fuoco di segnalazione.
Il protagonista si reca sulle tracce dell elicottero abbattuto di cui Serpo è l unico sopravvissuto il quale informa il gruppo sul fatto che la Harlow è una terrorista e che sta cercando di fuggire con il campione di un vaccino sperimentale, il protagonista farà quindi irruzione nei laboratorio del Porto qui la Harlow si inietta il virus e si trasforma in uno zombie molto potente, per tentare di vincere la scontro il protagonista si inietta una dose del virus e sconfigge la Harlow la quale in punto di morte definisce il protagonista come il nuovo angelo della morte.
Il gruppo trova nei laboratori una barca e si appresta a lasciare l'isola, Serpo nella fuga rimane ucciso dai contagiati, tutto sembra andare per il meglio ma un piccolo filmato alla fine del gioco rivela che i cinque immuni in seguito alle mutazioni del virus si sono trasformati anche loro, massacrando (probabilmente) il gruppo.

## Nemici
In Dead Island Riptide, oltre che ai nemici del precedente capitolo, ne sono presenti anche di nuovi.
Vecchi nemici
- Camminatori (Walkers): I nemici più comuni. Sono umani morti e resuscitati dal virus che erano affamati di carne umana. Attaccano fisicamente (o in alcuni casi con un'arma improvvisata) e possono afferrare il giocatore per tentare di divorarlo. Piuttosto lenti e normalmente facili da uccidere, diventano un problema quando sono in gruppo.
- Contagiati (Infecteds): Umani infettati dal virus che hanno gli stessi comportamenti dei camminatori, ma non sono ancora del tutto trasformati in zombie. La loro debolezza viene ricompensata da una grandissima velocità sia nel muoversi che nello sferrare i colpi. Possono individuare il giocatore da molto lontano e quando lo fanno lanciano un fortissimo urlo e partono alla carica verso di lui. Li si incontra spesso in piccoli gruppi.
- Macellai (Butchers): Versione potenziata e più selvaggia dei contagiati. Al posto delle mani (perse a causa di fratture o alla decomposizione) hanno le ossa, affilate come coltelli, che usano come arma. Sono molto pericolosi ed è consigliabile usare attacchi a distanza per eliminarli.
- Assassini (Thugs): Sono zombie molto alti, forti e resistenti. I loro colpi danneggiamo molto il giocatore e possono atterrarlo e allontanarlo. Le loro braccia possono essere rotte o amputate (in quel caso attaccherà a morsi). Si trovano spesso insieme ad altri zombie e raramente da soli.
- Speronatori (Rams): Sono gli zombie più pericolosi e resistenti del gioco (anche più degli stessi assassini). Sono infetti intrappolati in una spessa camicia di forza che li rende quasi invincibili. Caricano il giocatore per speronarlo e gettarlo a terra o gli tirano calci nel caso questi gli si avvicini troppo. Possiedono un'apertura nella camicia di forza sulla schiena che rappresenta il loro punto debole.
- Suicidi (Suiciders): Umani ricoperti da grosse bolle su tutta la parte superiore del corpo. Sembrano essere ancora coscienti visti il loro richiami di aiuto. Il loro attacco consiste nell'esplodere se qualcuno gli passa troppo vicino o lo colpisce, quindi è bene attaccarli da lontano.
- Galleggiatori (Floaters): Zombie che hanno assorbito una grossa quantità d'acqua a causa del contatto prolungato con essa. Attaccano sputando del vomito tossico che, oltre che danneggiare il giocatore, rende infiammabili gli zombie colpiti da esso. Sono abbastanza resistenti ma molto lenti. È consigliabile colpirli alle spalle.

Nuovi nemici
- Affogatori (Drowners): Zombie molto veloci che si nascondono in acqua. Si fingono dei semplici cadaveri galleggianti, ma attaccheranno di sorpresa il giocatore se si avvicina e possono trascinarlo sott'acqua per annegarlo. Come i contagiati sono molto deboli e facili da uccidere. Sono molto suscettibili al rumore dei motori delle barche e appariranno spesso quando il giocatore attraverserà le paludi con il suddetto mezzo, salendoci a bordo e attaccandolo.
- Lottatori (Wrestlers): Sembrerebbero una versione potenziata degli assassini che presenta gli intestini esposti. Sono molto alti e forti e il loro braccio destro è mutato ed ha assunto grosse dimensioni. Possono atterrare il giocatore con il loro braccio e, mentre il giocatore è a terra, alzeranno il braccio per tentare di infliggergli un attacco pesante, che però potrà essere evitato dato che è molto lento.
- Urlatori (Screamers): Zombie con il cervello scoperto e con dei sostegni di metallo sulla faccia (probabilmente erano cavie da laboratorio). Come suggerisce il nome, il loro attacco consiste nell'urlare contro il giocatore per stordirlo e renderlo inoffensivo temporaneamente. Sono molto veloci (forse più dei contagiati) e molto pericolosi.
- Granatiere (Grenadiers): Sono scienziati mutati dal virus dotati di tuta Hazmat con delle bolle sul corpo (simili a quelle dei suicidi). Attaccano strappandosi queste bolle e lanciandole contro il giocatore. Le bolle fungono da "granate" che esplodono all'impatto e rilasciano una sostanza corrosiva e tossica che danneggia il giocatore. Il giocatore può sfruttare la loro lentezza per attaccarli alle spalle.

## Curiosità
Sul ponte del porticciolo di Pinai, c'è il cadavere di un uomo seduto vicino ad un tavolo con una radio e con una mazza da golf, e dietro di lui un'auto con dei fari e dei bagagli sul tettuccio, ovvio riferimento al film Io sono Leggenda. Sempre in zona, all'entrata di un capannone vicino, vi è scritta la frase: "Don't Open, Dead Inside"  chiaro riferimento alla serie televisiva The Walking Dead.